# Chasing the Wind
Pour plus de détails, voir Fiche technique et Distribution.
Chasing the Wind est un film norvégien réalisé par Rune Denstad Langlo et sorti en 2013.

## Fiche technique
Sauf indication contraire, les informations mentionnées dans cette section peuvent être confirmées par la base de données cinématographiques IMDb,  présente dans la section « Liens externes ».
- Titre original : Jag etter vind
- Titre international : Chasing the Wind
- Scénario : Rune Denstad Langlo
- Genre : Drame
- Photographie : Philip Øgaard (no)
- Musique : Ola Kvernberg
- Costumes : Ellen Dæhli Ystehede
- Montage : Vidar Flataukan (de)
- Dates de sortie :
  -  Norvège : 15 mars 2013
  -  Suisse : 30 septembre 2013[1]
  -  France : 14 novembre 2013[2]
  -  Suède : 25 janvier 2014[3]

## Distribution
- Marie Blokhus : Anna
- Sven-Bertil Taube : Johannes
- Tobias Santelmann : Håvard
- Frederik Meldal Nørgaard (da) : Mathias
- Per Tofte (no) : Arne Sørensen
- Anders Baasmo Christiansen : Lundgren
- Marte Aunemo : Elise
- Vilja Krokan Teksum : Emma
- Marianne Meløy (no) : Rita
- Hanna Gabrielsen : Bestemor
- Simon Soifer Schofield : Terje

## Prix
- Kanonprisen 2013 : Meilleure actrice pour Marie Blokhus
- Kanonprisen 2013 : Meilleure musique pour Ola Kvernberg
- Prix Amanda 2013 : Meilleure musique de l'année pour Ola Kvernberg
- Prix du Syndicat français de la critique de l'Arras Film Festival 2013 pour Chasing the Wind